# 昨日の夜は…
『昨日の夜は…』は、2007年10月26日に発売されたあえか2作目のシングル（自主制作シングルを除けば1作目）。

## 解説
- あえかがイノセントレコードから発売した初のシングル。
- 内容曲について、2曲目の『丑三つ時の願い事』がアルバムCD『太陽の生まれる場所』に収録されていて、1曲目の『昨日の夜は...』がアルバムCD『光と影』に収録される予定であるため、2011年10月19日のあえかDVD発売日をもって、このCDの発売を終了した。なお、『真夜中のカーテン』（3曲目）は、アルバム化されることはなかった。
- 2011年10月19日現在は、あえか本人のライブ（路上／イベント／箱ライブ）でのみ在庫限りを販売し完了することをメールマガジンで告知している。

## 収録曲
1. 昨日の夜は...
  - 作詞・作曲:あえか
  - アルバム「光と影」に収録される（予定）。
2. 丑三つ時の願い事
  - 作詞・作曲:あえか
  - アルバム「太陽の生まれる場所」に収録された。
3. 真夜中のカーテン
  - 作詞・作曲:あえか